# Артус Џанов
Артур Џанов (Лос Анђелес, 21. август 1924 — Малибу, 1. октобар 2017), познат и као Арт Џанов, био је амерички психолог, психотерапеут и писац. Као креатор прималне терапије стекао је популарност у јавности. Примална терапија подразумева дубинско проживњавање осећања са циљем да се доживи дуго-потискивани бол из детињства.  Џанов је оснивач психотерапеуцког центра Примални институт

## Младост
Артур Џанов је рођен у Лос Анђелесу у Калифорнији и одрастао је у Бојл Хајтсу (Boyle Heights), једном сиромашном насељу, источно од центра Лос Анђелеса, насељеном углавном латиноамеричким, руским и словенским мигрантима. Џанов је био син руских миграната Конрада Џанова (енрл. Conrad Janov) и Ане Коретски-Џанов (енгл. Anne Coretsky-Janov). Након завршеног похађања основних и мастер академских студија, своје знање и звање је подигао на виши ниво, добивши докторат из психологије из Клермонт дипломске школе (енгл.Claremont Graduate University) 1960 године. 

## Каријера
Џанов се првобитно бавио конвенционалном психотерапијом у Калифорнији. Стажирао је на психијатријској клиници Хакер (енгл. Hacker Psychiatric Clinic ) на Беверли Хилсу, радио је са ветеранима у Неуропсихијатријској болници Брентвуд (енгл. Brentwood Neuropsychiatric Hospital). Почиње рад у приватној пракси од 1952. до своје смрти 2017. године. Радио је и у особљу психијатријског одељења у дечијој болници (енгл.Children's Hospital)  у Лос Анђелесу где је учествовао у развоју њихове психосоматске јединице. 
По Џаноновом мишљењу, потиснути бол трауматичних искустава из детињства на крају ствара емоционално оштећену одраслу особу.  Ова искуства укључују не само очигледне физичке и психичке повреде, већ и немогућност да као такви, сутра као родитељи пруже детету утеху. 
До 1967. године Џанов се искључиво бавио конвенционалном терапијом, све до једне сеансе са пацијентом, која му је заувек променила професионални живот. Наиме, током једне групне терапије, двадецет-двогодишњи студент је препричао комад представе у којој глумац обучен у пелене испија мелко из флаше и виче из свег гласа: „Мама, тата, мама, тата!" Фасцинираност пацијента овим комадом, подстакла је Артура да тражи од свог пацијента да наглас изговора идентичне речи. На шта пацијент није желео да регује и одбијао је да га послуша. Ни Артур није био сигуран да је ово прави приступ, али је имао осећај да ће га одвести на прави пут. Пацијент је постао приметно узнемирен и изненада је почео на поду да се превија од болова. Убрзано је дисао и у хипнотичном стању викао: „ Мама, тата!" Коначно је испустио раздирући, "примални" крик. Овај крик је био почетак настанка примлане терапије и књиге Примални крик.
Међутим, Џановљева "примална" терапија је наишла на доста осуда и критика, са тврдњама да је Џанов користио тај третман као шему за стицање богатства. Реагујући на то, Џанов је навео: „Не примамо плате и немамо профит и немамо га годинама. Платили смо неколико стотина хиљада долара за истраживање да бисмо одржали наш научни интегритет. Финансирамо терапију за оне који то не могу да приуште". 
Међу Џановљевим познатим пацијентима били су музичар Џон Ленон и уметница Јоко Оно. 

## Приватни живот
Прва Џановљева супруга звала се Вивијен Гликштајн (енгл. Vivian Glickstein). Узели су се 1949 године и развели 1980. Други пут је ступио у брак са Францускињом Дауниц Џанов (франц. Daunic) четири месеца након развода.   Џанов је имао двоје деце из првог брака – Рика Џанова (енгл.Rick Janov) који је постао "примални" терапеута, и Елен Џанов (енгл. Ellen Janov) певачицу и глумицу која је преминула 1976. 
Џанов је 1. октобра 2017. умро у сну у 93. години.  Неколико година Џанов је патио од болести грла што му је ограничавало способност говора. 

## Значајна дела
- Примални крик (енг.The Primal Scream 1970.  0-349-11829-9. - (revised 1999))
- Анатомија менталних болести (енг.The Anatomy of Mental Illness 1971.  978-0-4250364-2-6.)
- Примална револуција: према стварном свету (енг.The Primal Revolution: Toward a Real World 1972.  0-671-21641-4.)
- Дете које осећа (енг.The Feeling Child 1973.  0-349-11832-9.)
- Примални човек (енг.Primal Man: The new consciousness 1976.  0-690-01015-X.)
- Затвореници бола (енг.Prisoners of Pain 1980.  0-385-15791-6.)
- Отисци: Доживотни ефекти порођајног искуства (енг. Imprints: The Lifelong Effects of the Birth Experience 1984.  0-399-51086-9.)
- Нови примални крик: Примална терапија након 20 година (енг.New Primal Scream: Primal Therapy 20 Years on 1992.  0-942103-23-8.)
- Зашто постајемо болесни, и како се излечити (енг. Why You Get Sick, How You Get Well: The Healing Power of Feelings 1996.  0-7871-0685-2.)
- Биологија љубави (енг.The Biology of Love 2000.  1-57392-829-1.)
- Сексуалност и подсвест: перверзије и раздвајање либида (енг.Sexualité et subconscient : Perversions et déviances de la libido 2006.  2-268-05720-8.)
- Примарно исцељење: Приступи невероватној моћи осећања ради побољшања својог здравља (енг. Primal Healing: Access the Incredible Power of Feelings to Improve Your Health 2006.  1-56414-916-1.)
- Џановљево решење: Отклањање депресије прималном терапијом (енг.The Janov Solution: Lifting Depression Through Primal Therapy. 2007. ISBN 1-58501-111-8. )
- Живот пре рођења: скривена скрипта која управља нашим животима (енг.Life Before Birth: The Hidden Script That Rules Our Lives 2011.  978-0-9836396-0-2.)
- Изван веровања: култови, исцелитељи, мистичари и гуруи - зашто им верујемо (енг.Beyond Belief: Cults, Healers, Mystics and Gurus — Why We Believe. 2016. ISBN 978-0986203176. )